# (21589) Rafes
(21589) Rafes est un astéroïde de la ceinture principale d'astéroïdes.

## Description
(21589) Rafes est un astéroïde de la ceinture principale d'astéroïdes. Il fut découvert le 26 septembre 1998 à Socorro (Nouveau-Mexique) par le projet LINEAR. Il présente une orbite caractérisée par un demi-grand axe de 2,78 UA, une excentricité de 0,16 et une inclinaison de 8,9° par rapport à l'écliptique.

## Compléments